# Edwardsiana sariabensis
Edwardsiana sariabensis är en insektsart som beskrevs av M. Firoz Ahmed och Naheed 1981. Edwardsiana sariabensis ingår i släktet Edwardsiana och familjen dvärgstritar. Inga underarter finns listade i Catalogue of Life.